# Этроплюсы
Этроплюсы (лат. Etroplus) — небольшой род лучепёрых рыб из семейства цихловых, насчитывающий всего три вида. Встречаются в южной Индии и Шри-Ланке, где являются единственными представителями семейства цихлид.
Их ближайшими родственниками являются представители рода Paretroplus, живущие на Мадагаскаре. Эти две эволюционные линии разделились ещё в мезозое, поскольку Мадагаскар и Индийская плита разошлись в конце мелового периода.

## Виды
- Etroplus canarensis
- Etroplus maculatus — Пятнистый этроплюс
- Etroplus suratensis — Цейлонский этроплюс